# O piatră pe cer
O piatră pe cer (1950) (titlu original Pebble in the Sky) este un roman science fiction scris de Isaac Asimov. Acesta este primul sau roman.Câteva capitole din seria Fundației apăruseră în reviste SF începând cu anul 1942, dar Fundația nu a fost publicată în volum decât în 1951. Prin intermediul acestui text s-a trecut de la formatul Fundației - un șir de episoade slab legate între ele, având doar câteva puncte comune - la acela caracteristic unui roman: o narațiune care urmărește în detaliu un singur grup de personaje.
Scrierea romanului a fost influențată de povestirea "Proxima Centauri" de Murray Leinster.

## Despre roman
Inițial, lucrarea scrisă în 1947 avea 40.000 de cuvinte și se intitula Grow Old With Me, fiind destinată revistei SF Startling Stories. Așa cum explică însuși Asimov în Perioada Campbell, titlul se dorea un citat din poemul lui Robert Browning "Rabbi Ben Ezra", în care apărea sintagma Grow Old Along With Me. Versiunea care ar fi trebuit să apară în revistă în 1948 nu a fost publicată până în 1948, când a apărut în cartea The Alternate Asimovs. În schimb, în 1949 a fost publicată ca roman, într-o versiune extinsă de 70.000 de cuvinte, sub titlul O piatră pe cer.
În cronologia Ciclului Fundației, O piatră pe cer face parte din Seria Imperiul Galactic, împreună cu Pulbere de stele și Curenții spațiului. Legătura între aceste trei romane este însă foarte slabă, singurul punct evident pe care îl au în comun fiind că se desfășoară între epoca Spațialilor și cea a Fundației; timpul, localizarea și subiectul sunt distincte.
În acest roman, spre deosebire de Sfârșitul eternității, călătoria în timp se face în sens unic (spre "înainte") și în mod necontrolat. Este, într-o oarecare măsură, posibil să fie vorba despre aceeași tehnologie, care aici să fi fost folosită accidental, întrucât Asimov sugerează o legătură de acest fel în cadrul romanului Marginea Fundației (deși nu a clarificat nicăieri în mod explicit situația). Se poate bănui că doar printr-o pură întâmplare ajunge omul din trecut într-un moment de importanță crucială, având astfel posibilitatea să modifice în mod semnificativ istoria.
Un element îndrăgit de Asimov a fost reprezentat de includerea scenei expunerii din timpul cursului de șah dintre două personaje. Relatând toate mișcările, Asimov a protestat împotriva tendinței uzuale a portretizării jocurilor de șah în romane neglijându-se acțiunea de pe tablă. Jocul ales de el a fost victoria lui Grigori Löwenfisch (negru) contra lui Boris Verlinski (alb), care a avut loc în 1924 în Moscova și i-a adus învingătorului un premiu deosebit.

## Povestea

Coperta primei ediții apărute la editura Teora în anul 1994

Acțiunea are loc in anul 827 al Erei Galactice (aproximativ 11000 AD). Fostul croitor Joseph Schwartz este transportat accidental din orașul Chicago al anului 1949 la zece mii de ani în viitor (sau 50.000, după estimarea unui personaj), fiind victima unui accident nuclear din apropiere. Ajuns într-un loc pe care nu îl cunoaște și a cărui limbă nu o vorbește, este luat în grijă de un cuplu care trăiește la o fermă. Considerându-l un retardat, cuplul îl oferă în secret ca subiect pentru un experiment menit să îi sporească abilitățile mentale. Deși procedura ucisese câțiva alți subiecți, funcționează în cazul lui Schwartz, acesta dobândind abilitatea de a înțelege limba acelor vremuri și, în plus, beneficiind acum de puteri telepatice cu care poate răni sau ucide un om.
Pământul acelor vremuri este considerat o zonă de rebeliune de către Imperiul Galactic. Locuitorii acestei planete acum sărace, cu o suprafață acoperită de întinse zone radioactive, sunt discriminați și eutanasiați în cazul în care nu pot munci, precum și la împlinirea vârstei de 60 de ani. Acest ultim aspect constituie o problemă pentru Schwartz, care a depășit deja cu doi ani această vârstă.
Deși se află sub controlul Imperiului Galactic, care menține pe el o garnizoană permanentă, Pământul este condus în realitate de un grup de "fanatici religioși" care cred în superioritatea pământenilor. Ei au pus la punct un virus cu ajutorul căruia vor să distrugă sau să subjuge restul Imperiului, răzbunându-se pentru modul în care sunt tratați de restul galaxiei.
Joseph Schwartz, Affret Shekt - savantul care i-a sporit puterile mentale, Pola Shekt - fiica savantului și arheologul Bel Arvardan sunt făcuți prizonieri de către rebeli. Abilitățile lui Schwartz le permit să evadeze și să împiedice lansarea virusului, manipulând un pilot imperial să bombardeze zona în care se păstrau rezervele virusului.

### Capitolele cărții
| Capitolul I - Între un pas și celălalt Capitolul II - Tratamentul unui străin Capitolul III - O lume... sau mai multe? Capitolul IV - Drumul cel mai sigur Capitolul V - Voluntarul involuntar Capitolul VI - Temeri în noapte Capitolul VII - Conversație cu nebuni? Capitolul VIII - Întâlnire în Chica Capitolul IX - Conflict în Chica Capitolul X - Interpretarea evenimentelor Capitolul XI - Mintea în schimbare | Capitolul XII - Mintea care ucide Capitolul XIII - Pânza de păianjen de la Washenn Capitolul XIV - A doua întâlnire Capitolul XV - Superioritatea dispare Capitolul XVI - De partea cui ești? Capitolul XVII - Schimbă-ți hotărârea! Capitolul XVIII - Duelul! Capitolul XIX - Frontiera morții se apropie Capitolul XX - La frontiera morții Capitolul XXI - Dincolo de frontiera morții Capitolul XXII - Încă nu am trăit ce-i mai frumos |

## Opinii critice
Boucher și McComas au fost dezamăgiți de roman, susținând că - în ciuda ideilor bune ale lui Asimov - "tratarea greoaie și intriga banală sunt dezamăgitoare". Pe de altă parte, L. Sprague de Camp a recomandat cu căldură romanul, considerându-l "excelent; unul dintre puținele lucruri cu adevărat mature și profesioniste disponibile sub formă de roman [în 1950]. . . . Asimov caracterizează bine personajele, suspansul este aproape de nesuportat, iar tratarea temei prejudiciului de grup este măiastră."
Într-o recenzie din 1972, Lester del Rey a descris romanul ca "o poveste de prim rang."

## Încadrare în saga Fundației

### Cronologie
Estimarea de 50.000 de ani intră în contradicție cu cronologia dată de Asimov în romanele ulterioare, în special cu Fundația și Pământul și Cavernele de oțel. În ele se precizează că robotul R. Daneel Olivaw a fost construit la aproximativ trei mii de ani după fondarea orașului New York. În scena finală din Fundația și Pământul se revelează faptul că Daneel a supraviețuit perioadei de Interregnum care a urmat colapsării Primului Imperiu Galactic. Vârsta pe care o prezintă el este de circa 20.000 de ani. Sistemul de datare al Erei Galactice, la care aderă cea mai mare parte din Seria Fundația, plasează Fundația și Pământul la aproximativ 12.000 de ani după evenimentele din O piatră pe cer. Punând la un loc toate datele rezultă că Joseph Schwartz a fost transportat în viitor doar 11.000 de ani.
Acest gen de incosecvențe apar și în alte ficțiuni de început ale lui Asimov. Acest lucru e de așteptat, ținând cont că Asimov a scris primele sale povestiri din universul Fundației de-a lungul câtorva decenii și nu a unit toate firele istorice disparate decât în ultimii ani ai vieții. Mai mult, personajele sale acționează aproape întotdeauna fără a avea la îndemână toate informațiile, îmbogățindu-și cunoștințele de istorie galactică pe măsură ce se revelează acțiunea. În acest context, asemenea inconsecvențe sunt nu doar de așteptat, dar și - până la un punct - necesare pentru a asigura realismul.
În Fundația, Imperiul Galactic există deja de 12.000 de ani. Se crede că puterea nucleară există de 50.000 de ani, deși asta ar însemna că a fost descoperită mult după evenimentele din romanul O piatră pe cer. Totuși, în Fundația și Imperiul, generalul Bel Riose vorbește despre două mii de ani de anarhie interstelară care ar fi precedat cele două mii de ani de pace ai Imperiului. Cele două milenii reprezintă o estimare grosolană, însă e posibil ca Riose să se refere la perioada istoriei imediate în care, pe măsură ce Imperiul s-a contractat, o serie de războaie civile minore, ocazionale, au constituit un semn al Căderii inerente. Chiar Asimov a observat (prin intermediul lui R. Daneel în Preludiul Fundației) că acesta este un semn al decăderii civilizației.

### Soarta Pământului și a locuitorilor săi
În Fundația și Pământul aflăm că Imperiul a început restaurarea Pământului, dar a abandonat-o. Întâlnim și descendenții vechii populații de pe Alpha, o planetă a unuia dintre cei doi sori din Alpha Centauri. Imperiul a colonizat planeta, intenționând să o transforme într-o lume complet terraformată, dar a reușit în tentativa sa doar în cazul unei insule mari. Daneel explică faptul că a avut un rol în încercarea de restaurare a suprafeței Pământului și în stabilirea oamenilor pe Alpha, dar a realizat mai puțin decât și-a dorit. Nu este adusă în discuție implicarea sa în evenimentele din O piatră pe cer, dar acest lucru este sugerat, lăsându-se deschisă posibilitatea ca alți refugiați de pe Pământ să se fi stabilit altundeva în univers.

## Adaptări

Pe 17 iunie 1951, rețeaua radio NBC a lansat o dramatizare radiofonică prescurtată a romanului, în cadrul antologiei Dimension X. În această adaptare de 25 de minute întreaga călătorie temporală este eliminată, iar finalul este modificat, virusul fiind eliberat și lăsând Pământul singura "piatră pe cer".
[[Fișier:|thumb|185px|Coperta din 1981 - O piatră pe cer, Ed. Univers]]

## Traduceri în limba română
- 1981 - O piatră pe cer, Ed. Univers, Colecția romanelor științifico-fantastice, nr. 8, traducere Maria-Ana Tupan, 240 pag.
- 1994 - O piatră pe cer, Ed. Teora, Colecția SF nr. 7, traducere Maria-Ana Tupan, 208 pag., ISBN 973-601-137-2
- 1999 - O piatră pe cer, Ed. Teora, Colecția SF nr. 7, traducere Maria-Ana Tupan, 192 pag., ISBN 973-601-137-2
- 2012 - Imperiul I: O piatră pe cer (cartonată), Ed. Paladin, traducere Horia Nicola Ursu, 264 pag., ISBN 978-973-124-835-6

## Vezi și
- 1950 în științifico-fantastic
- Galaxy Science Fiction Novels